# Joachim Dietrich Brandis

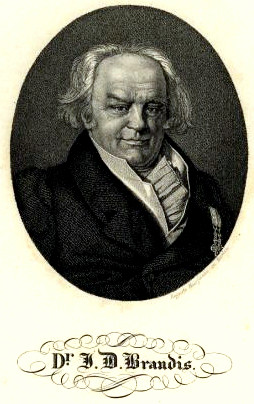
Joachim Dietrich Brandis

Joachim Dietrich Brandis (auch Dietrich Joachim Friedrich Brandis) (* 18. März 1762 in Hildesheim; † 28. April 1845 in Kopenhagen) war ein deutscher Arzt und Apotheker.

## Leben
Brandis entstammte einer führenden Familie der Stadt. Seine Eltern waren der Hofgerichtsassessor Christian Dietrich Brandis (1722–1800) und Sophie Charlotte Juliane Goedicke (1728–1785). Er war der sechste von sechzehn Geschwistern. Einer seiner Brüder war Joachim Friedrich Christoph Brandis (1775–1854). Ein weiterer war der Göttinger Hochschullehrer Johann Friedrich Brandis (1760–1790). Seinem Vaterhaus lag ein Kapuzinerkloster gegenüber. Als Knabe beobachtete er oft, dass sogenannte vom Teufel besessene dort Hilfe durch Überlesen suchten. Er wurde als untersetzte Gestalt mit gewaltigem Kopf, als witzig und geistvoll geschildert.
Er studierte in Göttingen bei Johann Friedrich Blumenbach und beim Experimentalphysiker Georg Christoph Lichtenberg, promovierte 1785 zum Doktor der A. W. und habilitierte sich 1791 in Braunschweig.
Von 1785 bis 1787 war Joachim Dietrich Brandis in Göttingen Privatdozent der Medizin und praktizierte dann 1787/88 als Landarzt in Steuerwald bei Hildesheim und 1788 als herzoglich Braunschweiger Medizinal- und Sanitätsrat in Hildesheim.
Brandis heiratete in erster Ehe Lucie Christiane Juliane Link (1765–1790; verw. Schnecker/Schekker), die älteste verwitwete Schwester von Heinrich Friedrich Link. Ihr Sohn Christian August Brandis (1790–1867) wurde Professor der Philosophie in Bonn. 1790 heiratete er Henriette Sophie Vortmann (1769–1817) und 1818 Jane Marcoe (1791–1865), die Tochter von Abraham Markoe und Fatera.
1795 wurde Brandis als Mitglied einer Sanitätskommission nach Holzminden geschickt. Zugleich arbeitete er in den Sommermonaten als Brunnenarzt in Driburg. Hier lernte er Adolph Freiherr Knigge kennen, der auf Brandis’ Bitte hin einen Brief „die Illuminaten betreffend“ aufsetzte und veröffentlichte. Ab 1799 war er Badearzt in Holzminden.
Joachim Dietrich Brandis war Vertrauter von Fritz Reventlow (seit 1800 Kurator der Uni Kiel). 1803 wurde er als ordentlicher Professor der Medizin nach Kiel berufen. Hier konkurrierte er mit Georg Heinrich Weber. 1803 wurde er auch zum korrespondierenden Mitglied der Göttinger Akademie der Wissenschaften gewählt. 1807 wurde auf seine Initiative in der Haßstraße ein Privathospital errichtet.
Als sich der dänische Staatsmann Christian Bernstorff in Kiel aufhielt, rettete Brandis dessen Frau von einer sehr gefährlichen Krankheit, womit er große Autorität am Hofe gewann. 1810 siedelte er nach Kopenhagen um, wo er zum Leibarzt der Königin Maria von Hessen-Kassel ernannt war. 1811 wurde ihm der Titel Etatsråd und 1828 Konferensråd verliehen. Er hielt ein paar Jahre Vorlesungen an der Universität Kopenhagen. 1819 wurde er Mitglied der Kongelige Danske Videnskabernes Selskab und 1831 Mitglied der Akademie der Wissenschaften in Stockholm.

## Auszeichnungen
- Dannebrogorden
  - 28. Januar 1809 Ritter
  - 25. Mai 1826 Dannebrogsmann
  - 15. März 1836 Kommandeur
- 1835 Ehrendoktor der medizinischen Fakultät der Universität Kiel
- 1835 Dr. phil et med. h. c. der Universität Kopenhagen

## Veröffentlichungen
- Bibliothecæ medicinæ practicæ: qua scripta ad partem medicinæ practicam; 1776, mit Albrecht von Haller und Tribolet
- Joachimi Diederici Brandis ... Commentatio de oleorum unguinosorum natura. Dieterich, Göttingen 1785. (Digitalisat)
- Übersetzung: Versuch einer Naturgeschichte von Chili: Mit einer Landcharte; 1786, von Johann Ignatz Molina
- Bemerkungen auf einer Reise durch die Pfälzischen und Zweybrückschen Quecksilber-Bergwerke. Nicolai, Berlin 1788. Mit Franz Cölestin von Beroldingen (Digitalisat)
- Anleitung zum Gebrauche des Driburger Bades und Brunnens nebst einer kurzen Beschreibung der dortigen Anlagen und Gegend. Theissing, Münster 1792. (Digitalisat)
- mit John Abernethy, Karl Gottlob Kühn: Chirurgische und physiologische Versuche; 1795,
- Johann Abernetty’s Chirurgische und physiologische Versuche: Uebers. und mit einigen Anm. begleitet von Joachim Diterich Brandis; 1795
- Versuch über die Lebenskraft. Hahn, Hannover 1795. (Digitalisat)
- Versuche über die Metastasen. Hahn, Hannover 1798. (Digitalisat)
- Erfahrungen über die Wirkung der Eisenmittel im allgemeinen und des Driburger Wassers insbesondere; 1803 (Online)
- Pathologie oder Lehre von den Affekten des lebendigen Organismus. Perthes, Hamburg 1808. (Digitalisat)
- Ueber psychische Heilmittel und Magnetismus; 1818 (theosophische Mystik) (Online)
- Erfahrungen über die Anwendung der Kälte in Krankheiten; 1833 (nicht frei von aprioristischer Ueberschwänglichkeit)
- Zoonomie oder Gesetze des organischen Lebens: Welcher die Artikel des Arzneyvorraths und eine Untersuchung über die Würkung der Arzneymittel enthält; 1801, mit Erasmus Darwin
- Ueber humanes Leben. Taubstummen-Institut, Schleswig 1825. (Digitalisat)
- Ueber den Unterschied zwischen epidemischen und ansteckenden Fiebern. Thiele, Kopenhagen 1831. (Digitalisat)
- Ueber Leben und Polarität. Kopenhagen 1836. (Digitalisat)
- Nosologie und Therapie der Cachexien. 2 Bände. Reimer, Berlin 1834 und 1839. (Digitalisat Band 1), (Digitalisat)